# Terentia
Pour l'épouse de Mécène, voir Terentia (Mécène).
Terentia, née en 98 av. J.-C. à Rome et morte en 6 ap. J.-C., est une Romaine issue de la gens Terentia, une riche famille plébéienne. Elle était la demi-sœur de la vierge vestale Fabia. Elle possédait de grands biens, ce qui lui permit d'épouser l’avocat Cicéron, avec lequel elle eut deux enfants : Tullia et Marcus. Elle contribua grandement à ses succès. Femme impérieuse et résolue, elle eut beaucoup d'ascendant sur son époux, qu'elle détermina à sévir contre les complices de Catilina. Elle ne le suivit pas dans son exil en 58 av. J.-C., mais s'employa à le faire revenir à Rome dès 57. Ils divorcèrent en 47 ou 46 av. J.-C.. Elle se remarie ensuite avec Salluste.

## Biographie

### Famille
Terentia est née dans la riche famille plébéienne des Terentii. Elle est peut-être issue de la branche des Terentii Varrones, la branche sénatoriale la plus importante de cette famille. En effet, Cicéron avait un cousin et ami appelé Marcus Terentius Varro. Ce Varron possédait une maison près d’Arpinum, proche du lieu de naissance de Cicéron. Donc, si Terentia est la fille d’un Varron, les liens que Cicéron entretenait avec cette famille auraient pu influencer son mariage avec Terentia.
Terentia avait une demi-sœur nommée Fabia, fille d’un patricien de l'illustre famille des Fabii, qui était une Vestale. Si la mère de Terentia avait épousé le plébéien Terentius d’abord, alors Terentia était la sœur aînée et probablement la seule héritière des biens de son père. À la mort de son père, Terentia devint extrêmement riche.
Terentia apporta une dot importante, que Plutarque chiffre à 100 000 deniers.  À cela s'ajoutait des immeubles à Rome, des bois dans les environs de Rome et une propriété en montagne. Les appartements et la ferme généraient un revenu annuel considérable. Elle exploitait peut-être aussi des parcelles de terre publique. Elle fit l’acquisition de propriétés boisées,,. Elle possédait également un village qu’elle voulut vendre lors de l’exil de Cicéron.
Comme Cicéron était encore sous l’autorité de son père, il n’avait pas encore hérité de la dot. La dot de Terentia fut donc probablement utilisée pour financer sa carrière politique.

### Mariage et enfants
La date de son mariage avec Cicéron est inconnue, comme celle de la naissance de sa fille Tullia, car la correspondance conservée de Cicéron ne commence qu'en 68 av. J.-C. alors que le couple était formé. Selon Tregggiari, Terentia avait à peu près 18 ans quand elle épousa Cicéron en 80 av. J.-C. ou 79 av. J.-C.. Grimal rappelle que Cicéron partit en Orient en 79 av. J.-C., pour ne revenir qu'en 77 av. J.-C. Il est beaucoup donc plus probable que son mariage a eu lieu à son retour au cours de l'année 77 av. J.-C.. En plus des liens entre Cicéron et les Terentii, Terentia l’épousa parce qu’il pouvait avoir une carrière prometteuse. Elle l’épousa « sine manu », ce qui veut dire que la dot passa sous contrôle du pater familias de Cicéron et plus tard de Cicéron mais que Terentia elle-même gérait ses affaires avec l’aide de son tuteur Philotimus.
Terentia était chargée de la conduite des affaires familiales. En bonne matrone romaine, elle répartissait le travail, comme le tissage ou la cuisine, entre les esclaves. Elle faisait des offrandes aux dieux et montrait de la piété : Cicéron fit allusion à sa dévotion dans sa correspondance et il plaisante à propos du sacrifice que son épouse devrait faire aux dieux qui, dit-il, l'ont aidé à soulager ses angoisses. Cette plaisanterie montre que Cicéron laissait beaucoup de responsabilités domestiques aux mains de son épouse. Elle s’impliquait également dans les relations que Cicéron entretenait avec ses amis et famille. En 68 av. J.-C., Cicéron et Terentia invitèrent le frère de Cicéron, Quintus Tullius Cicero, et sa nouvelle épouse Pomponia (une sœur de l’ami de Cicéron, Atticus) dans le but de renforcer leur mariage. Dans une lettre, Cicéron écrivit que Terentia était aussi dévouée à Atticus et sa famille que lui,.
La date de naissance de Tullia Ciceronis, la fille de Terentia et Cicéron, est inconnue. Cicéron indique dans une lettre de décembre 67 av. J.-C. qu'il vient de la fiancer, ce qui pouvait se faire très jeune, souvent vers huit ans. Grimal retient une date de naissance peu après le mariage des parents, donc en 76 av. J.-C.. Leur fils, Marcus naquit seulement vers 65 av. J.-C.. Treggiari explique cet espacement par un manque de fertilité du couple, peut-être également indiqué par le fait que Tullia eut elle aussi des problèmes pour avoir des enfants.

### Terentia, conseillère de Cicéron
Plutarque souligne le caractère ambitieux de Terentia, et sa capacité à partager avec son mari les soucis de la vie publique. Ainsi Terentia apparaît à la fin du consulat de Cicéron, le soir du 3 décembre 63 av. J.-C.. Cicéron vient de déjouer la conjuration de Catilina et d'arrêter plusieurs de ses complices. Il s'interroge sur les suites à donner. Terentia informe alors son mari d'un présage favorable qu'elle a recueilli lors de la fête de Bona Dea, déroulée dans leur maison en compagnie des dames romaines et des vestales, dont sa demi-sœur Fabia : sur l'autel où finissaient de se consumer les offrandes à la déesse, une grande flamme s'était soudain élevée. Les vestales l'avaient interprétée comme le signe de la déesse qu'il fallait continuer l'action contre les conjurés, et le chemin de la gloire serait illuminé de lumière   . Soutenu par son épouse, et aussi par son frère Quintus, Cicéron convoqua donc le Sénat, pour demander la condamnation des conjurés arrêtés, et les fit exécuter conformément au vote des sénateurs.
Plutarque met en scène un autre épisode où il prête à Terentia une influence déterminante : en 62 av. J.-C., dans l’affaire de la Bona Dea, Cicéron réfute l'alibi Publius Clodius Pulcher qui s'était introduit déguisé en femme dans la maison où les dames romaines célébraient la Bona Dea. La motivation de Cicéron pour lâcher un de ses jeunes partisans reste un sujet de débat pour les historiens.  Plutarque avance que Cicéron fut forcé de témoigner contre Clodius par la jalousie de Terentia, afin de prouver qu’il n’avait pas de liaison avec Clodia, la sœur de Clodius. Selon Susan Treggiari, cette histoire a été bâtie de toutes pièces soit par Plutarque, soit par un calomniateur de Cicéron : Plutarque voulait présenter Terentia comme une femme oppressive et donc présenter Cicéron comme un homme faible dominé par son épouse. Pierre Grimal juge probable que Cicéron et ses amis politiques aient voulu donner un coup d'arrêt à l'agitation de Clodius et de ses compagnons, menace analogue au précédent de Catilina.

### Exil de Cicéron
En 58 av. J.-C., Clodius Pulcher, élu tribun de la plèbe, se vengea de l'affaire de Bona Dea en faisant promulguer des lois qui obligèrent Cicéron à s'exiler pour avoir exécuté illégalement des citoyens romains durant la conjuration de Catilina. 
Pendant l'exil de Cicéron, la responsabilité de leur fils et de la sécurité de Tullia incombait à Terentia. Elle continua à se présenter comme l’épouse de Cicéron bien que son exil terminât légalement leur mariage.
Terentia et Tullia protestèrent publiquement contre l’exil de Cicéron. Elles ne se peignaient pas et portaient des vêtements de deuil. Elles rendirent ainsi visite à leurs amis dans le but d’obtenir sympathie et support pour le retour de Cicéron. Quand la maison de Cicéron sur le Palatin fut brûlée par la populace aux ordres de Clodius, Terentia trouva refuge dans la maison des Vestales. Bien qu’elle puisse être restée dans la maison du mari de Tullia, il est probable qu’elle passa tout l’exil de Cicéron en compagnie de Fabia et des vestales. Cicéron apprit par un autre correspondant que Terentia avait été agressée en sortant du temple de Vesta.
À ce moment, Cicéron était assez déprimé et parfois suicidaire. Au moment de s'embarquer à Brundisium pour la Grèce, il écrivit une longue lettre à Terentia, disant qu’il était misérable et ne voulait plus vivre. Il demanda fréquemment ce qu’il devait faire et se désespérait de ne pouvoir faire venir Terentia à ses côtés,.
Dans une autre lettre, Cicéron loua le courage et la grandeur d’âme de Terentia, disant qu’il avait appris de nombreux amis qu'elle était très active à soutenir sa cause. Cicéron lui assura qu’il avait remercié ceux qui l’avaient aidée. Terentia ne le tenait pas seulement au courant de ce qu’elle faisait, mais aussi lui faisait jouer un rôle. Cicéron admit que l’espoir de son retour reposait sur Terentia,,.
Grâce aux démarches d'Atticus, de Pison, l'époux de Tullia, et de Quintus auprès de Pompée et des consuls, Cicéron est rappelé à Rome le 4 août 57 av. J.-C.. Il débarque à Brundisium le 5, accueilli par sa fille Tullia, mais en l'absence de Terentia, ce qu'il lui reprochera plus tard.

### Nouvelle absence de Cicéron, proconsul en Cilicie
En 51 av. J.-C., Cicéron partit exercer son proconsulat en Cilicie, et se préoccupait de trouver un troisième époux pour Tullia, récemment divorcée. Il envisage parmi divers possibilités de lui faire épouser le fils du consul en exercice Servius Sulpicius Rufus. Comme Cicéron tergiversait, ce fut Terentia qui trouva un mari pour Tullia en la personne de Dolabella, plus jeune que Tullia, divorcé et de mauvaise réputation. Cicéron écrivit qu’il l’autorisait à prendre la décision sans son consentement : il avait dû donner son consentement à l’avance car une romaine ne pouvait pas se marier sans l’approbation du pater familias. Terentia paya également la dot de Tullia à Dolabella en 48 av. J.-C., alors que Cicéron connaissait des difficultés financières.
À l'issue de son proconsulat à la fin de l'année 50 av. J.-C., Cicéron revient par petites étapes. À Athènes, il écrit à Terentia et lui demande de venir à sa rencontre aussi loin qu'elle pourra, terminant sa lettre par des mots d'affection (mea suavissima et optatissima Terentia, ma très douce et très désirée Terentia). Les époux se retrouvent lors du débarquement de Cicéron à Brundisium, le 24 novembre 50 av. J.-C.. Cicéron parvient aux portes de Rome le 4 janvier 49 av. J.-C., alors que les tensions politiques entre Jules César et le parti conservateur du Sénat menacent de dégénérer en guerre civile entre César et Pompée.

### Nouvelle séparation à cause de la guerre civile
Au début de la guerre civile entre César et Pompée, Terentia et Tullia restent dans la maison du Palatin (qui avait été reconstruite). Tullia est enceinte et demeure avec sa mère, alors que son mari Dolabella est parti rejoindre César, et que Cicéron a quitté Rome pour l'Italie du Sud à Formies. Fin janvier 59 av. J.-C., Cicéron s'inquiète auprès d'Atticus que leurs épouses demeurent encore à Rome, alors que les autres dames ont quitté la ville, ce qui pourrait faire croire qu'elles s'attendent à bénéficier de la protection de Dolabella. Il demande à Atticus de les inciter à partir. Le 3 février, il les accueille à Formies, ainsi que Pomponia, l'épouse d'Atticus, accompagnées par leurs enfants Marcus et Quintus,. Elles regagnent Rome en mars ou avril, lorsque la situation y parait s'être calmée. En mai, Terentia est auprès de Tullia, qui met au monde un prématuré qui ne survit vraisemblablement pas. Le 7 juin, Cicéron s'embarque pour rejoindre Pompée en Épire, il écrit à Terentia en lui recommandant de se réfugier avec Tullia loin du conflit dans un de ses villas, par exemple à Arpinum,. Leur séparation va durer plus de deux ans. Autorisé par César à revenir en Italie, Cicéron débarque à Brundisium fin 48 av. J.-C. et y demeure sous la protection de Publius Vatinius sans que Terentia ne le rejoigne. Seule Tullia vient le voir en juin 47 av. J.-C., malade et désespérée par l'inconduite de son mari Dolabella, auquel il faut encore verser le dernier tiers d'une dot qu'il dilapide.
Durant cette séparation, Terentia s'occupait des finances familiales, mais Cicéron n’était pas content de la manière dont elle gérait les affaires et il était particulièrement critique du travail de son affranchi Philotémus. Plutarque nous dit que Terentia était la cause du manque de fonds pour le voyage de Cicéron. Bien que Plutarque fût hostile à Terentia, ce récit est étayé par une lettre de Cicéron à Atticus dans laquelle il évoque l'état déplorable de ses affaires domestiques et blâme quelqu’un à qui « il fait trop confiance » (ei cui tu scis iam pridem minime credere). Treggiari considère que l'allusion désigne Terentia.
La séparation et les tensions causées par la guerre civile rendirent les lettres de Terentia et Cicéron moins émouvantes et plus réservées. Alors que Cicéron séjournait à Brundisium, il écrivait souvent à Terentia, mais ses lettres étaient laconiques et sans tendresse, ce qui n’était pas le cas auparavant,. Le couple eut un désaccord sur le testament de Terentia en 47 av. J.-C., en particulier sur la part qui devait revenir aux enfants. Au même moment, le mariage de Tullia et Dolabella était au plus mal du fait de l'infidélité et de la négligence du mari. Cicéron ne blâma pas Terentia de les avoir mariés (malgré ses doutes à l’époque), mais il est clair qu’il aurait voulu que la décision eût été différente. Malgré le manque d’affection et une suspicion croissante, Cicéron continua à lui faire confiance pour l’administration du ménage.

### Divorce et remariage
Le couple divorça à une date indéterminée après plus de trente ans d'union. La détérioration définitive de leur relation date de 47 av. J.-C. Cicéron évoque de multiples griefs, sans entrer dans les détails, sauf pour les dispositions testamentaires de Terentia et pour un envoi de 12 000 sesterces, dont elle aurait conservé 2 000 sesterces, ce qui peut aussi être une négligence de son affranchi Philotimus, qui servait d'intermédiaire et dont Cicéron se plaint à plusieurs reprises,. Grimal émet aussi l'hypothèse que Terentia estimait la carrière de son mari comme terminée, maintenant qu'il était dans le camp des vaincus, ce qui expliquerait son remariage avec le césarien Salluste, plus en vue quoique plus jeune de dix ans,. Elle aurait ensuite épousé l'orateur Messalla Corvinus, mais ces mariages ne sont rapportés par aucun autre auteur antique que Jérôme de Stridon, et ce dernier met en doute son troisième mariage. Enfin, Dion Cassius ayant mentionné que le sénateur Vibius Rufus avait épousé la veuve de Cicéron, certains y ont vu Terentia, mais il s'agit plus probablement de sa seconde épouse Publilia.
Elle mourut dans un grand âge, à 103 ans selon Pline et Valère Maxime.